# 공릉동성당
공릉동성당(孔陵洞聖堂)은 서울특별시 노원구 공릉1동 전역을 관할하는 성당이다. 1981년 12월 3일에 설립되었다.

## 같이 보기
- 천주교 서울대교구